# Die neuen Bekenntnisse
Die neuen Bekenntnisse (engl. Originaltitel: The New Confessions) ist die deutschsprachige Ausgabe des 1988 erschienenen vierten Romans von William Boyd. Die deutsche Übersetzung von Friedrich Griese erschien 1989.
Die neuen Bekenntnisse ist ein Bildungsroman in Form der fiktiven Autobiographie eines schottischen Filmregisseurs, den eine lebenslange Faszination mit Rousseaus Bekenntnissen verbindet. Der Roman umfasst 21 Kapitel, sein Handlungszeitraum erstreckt sich von 1899 bis 1972.

## Inhalt
Der Roman beginnt mit der Geburt des Protagonisten John James Todd im März 1899 als Sohn des Edinburgher Anatomieprofessors Innes McNeil Todd. Seine Mutter stirbt bei dieser Geburt. Er wächst mit seinem Vater, seinem Bruder Thompson und der Haushälterin Oonagh auf, sein einziger Freund ist ein jüngerer Kollege seines Vaters, Donald Verulam, der ihn schon in seinen Jugendjahren mit einer Photokamera vertraut macht.
Als Resultat schwacher schulischer Leistungen wird John auf ein Internat für speziell Begabte geschickt; bei John ist es die Mathematik. Nach wenigen Jahren entschließt er sich, von der Schule zu fliehen und seine im Süden Englands lebende Tante Faye zu besuchen, für die er eine pubertäre Schwärmerei entwickelt hat. Dort wird er schwer enttäuscht und fasst den Entschluss, sich freiwillig zum Kriegsdienst zu melden, wo er im August 1916 nach Belgien an die Westfront des Ersten Weltkrieges versetzt wird.
In Nieuwpoort am Ärmelkanal verbringt Todd zuerst eine eher geruhsame Kriegszeit in der Etappe, wo er sich mit Leo Druce anfreundet, der später noch eine große Rolle in seiner Karriere als Filmregisseur spielen wird. Als sein Regiment im Juli 1917 an die Front versetzt wird, gerät er jedoch mitten in die Hölle der berüchtigten Ypernschlacht, geht aber unversehrt daraus hervor und stößt auf seinen alten Freund Donald Verulam, der als Kriegsberichterstatter arbeitet und dafür sorgt, dass Todd eine Stelle als Kameramann beim 'War Office Cinema Committee' bekommt. Dort arbeitet er an Filmen für die Kriegspropaganda, wird allerdings, als er seinen eigenen realistischen Dokumentarfilm über die Front dreht, von der Zensurstelle gerügt und zur Ballonüberwachung versetzt. Er gerät in deutsche Gefangenschaft und freundet sich dort mit seinem Bewacher Karl-Heinz an, der ihm als Gegenleistung für gelegentliches Küssen bündelweise herausgerissene Seiten eines Buches zukommen lässt: Die Bekenntnisse von Jean Jacques Rousseau. Todd liest es in sieben Wochen und ist zutiefst berührt. „Dies war die Geschichte des ersten wirklich ehrlichen Menschen. Des ersten modernen Menschen ... Dieser Mann sprach von uns allen, von uns leidenden Sterblichen, unseren Eitelkeiten, unseren Hoffnungen, unseren Augenblicken der Größe und unserer gemeinen, verderbten Natur.“ Das Werk wird Todd nie wieder loslassen und sein künftiges Leben bestimmen.
Vier Jahre nach dem Krieg arbeitet Todd für die Filmfirma Superb-Imperial und lebt mit seiner Frau Sonia in London. Mit der Komödie Wee MacGregor Wins the Sweepstakes, bei der er mit seinem Kriegskameraden Leo Druce als Produzenten zusammenarbeitet, hat er plötzlich als Regisseur großen Erfolg. Allerdings geht die Superb-Imperial wegen eines anderen desaströsen Projektes Bankrott, und Todd zieht nach Berlin, von wo ihn eine Postkarte seines ehemaligen Wärters Karl-Heinz mit einer Einladung erreicht hat. Er schlägt sich mit Gelegenheitsjobs durch, bis ein armenischer Filmproduzent Gefallen an seinem Projekt der Verfilmung von Rousseaus Roman Julie oder Die neue Heloise findet. Todd holt Sonia und seinen kleinen Sohn Vincent nach Berlin nach, verliebt sich allerdings während der Dreharbeiten hoffnungslos in die amerikanische Hauptdarstellerin Doon Bogan. Nach dem großen Erfolg von Julie überzeugt er den Produzenten von einer Verfilmung der Bekenntnisse, einem dreiteiligen Film von jeweils drei Stunden Länge. Die Dreharbeiten des ersten Teils in Annecy und Chambéry nehmen ungeheure Ausmaße an, Todd setzt alle zur Verfügung stehenden technischen Mittel ein und beginnt währenddessen eine intensive Affäre mit Doon, die letztendlich seine Ehe zerstört. Die Einführung des Tonfilms macht allerdings alle Chancen auf einen kommerziellen Erfolg des Films zunichte, die Produktionsfirma geht beim Börsencrash 1929 fast bankrott, lässt sich jedoch trotz alledem auf eine Finanzierung des zweiten Teils des Projektes ein. Der Aufstieg der Nazis in Deutschland, der Umzug Doons, die Mitglied der KPD ist, nach Paris und unvorhergesehene Schwierigkeiten bei den Dreharbeiten machen das Projekt schließlich zunichte, Todd geht nach England zurück und muss eine farcenhafte Inszenierung von ‚Ehebruch‘ mit einer Prostituierten über sich ergehen lassen, um die Scheidung von Sonia zu erreichen. Die sich daraus entwickelnde Filmidee The Divorce wird zwar ein großer Erfolg, Todd wird jedoch bei seinem nächsten Projekt von Leo Druce hinters Licht geführt und entschließt sich, nach Edinburgh zurückzukehren. Nach mehreren unangenehmen und enttäuschenden Zwischenfällen geht er schließlich 1937 nach Hollywood.
In Los Angeles bewegt er sich in der europäischen Emigranten-Gemeinde und arbeitet als Drehbuchautor für die Twentieth Century Fox, bis er, ohne ihn zu kennen, mit Darryl F. Zanuck aneinandergerät und entlassen wird. Als er nach Mexiko ausreist, um sein Visum verlängern zu lassen, wird ihm der Wiedereintritt in die USA verweigert – später wird er erfahren, dass eine Intrige Leo Druces in England dahintersteckt, dessen unehrenhaftes Verhalten an der Westfront Todd später öffentlich gemacht hatte. Als er nach der Heirat mit einer Amerikanerin im April 1940 wieder nach Hollywood kommt, dreht er jahrelang billige Western, unter anderem den ersten realistischen Film über Billy the Kid, The Equaliser.
1943 erfährt er durch Zufall, dass man ihm in England zum Vorwurf macht, er führe ein großspuriges Leben in Hollywood, während seine Heimat unter dem Krieg leidet. Er lässt sich als Kriegsreporter nach Südfrankreich versetzen und kommt schließlich 1946 nach Berlin, wo er auf die Suche nach Karl-Heinz geht und ihn tatsächlich in den Ruinen der vollkommen zerstörten Stadt auch findet. Zusammen gehen sie nach Hollywood, um endlich den dritten Teil der Bekenntnisse mit dem Titel Father of Liberty zu drehen.
Während der Dreharbeiten taucht Todds Name plötzlich auf der Liste der prokommunistischen Aktivitäten Verdächtigter auf, er muss vor dem Komitee für unamerikanische Umtriebe aussagen und kommt auf die Schwarze Liste, kaum jemand will noch etwas mit ihm zu tun haben, er kann im Filmbusiness nicht mehr arbeiten und schlägt sich als Englischlehrer durch. Nach etlichen Jahren findet er heraus, dass es sich im Wesentlichen um den Rachefeldzug des FBI-Agenten Monroe Smee handelt, eines Kommunistenhassers, dessen Drehbücher Todd vor vielen Jahren einmal als Schund bezeichnet hatte.
Als der McCarthyismus gegen Ende der 50er Jahre langsam an Kraft verliert, dreht Todd einen allerletzten Film, The Last Walk of Jean Jacques Rousseau, über die letzten Stunden Rousseaus. Die Premiere des Films am 2. Juli 1960 in Westwood wird jedoch von einer Gruppe von Antikommunisten verhindert – Smee ist immer noch auf seinem Feldzug.  Als Karl-Heinz stirbt, zieht Todd sich in eine Hütte am Meer zurück, aber auch dort taucht Smee auf. Der Privatdetektiv, den Todd angeheuert hatte, um Klarheit über seinen Verfolger zu bekommen, bringt Smee mehr oder weniger aus Versehen um. Todd geht außer Landes und zieht sich auf eine ungenannt bleibende Mittelmeer-Insel zurück. Dort schreibt er im Jahre 1972 seine Autobiographie und endet jedes Kapitel mit einem kurzen Bericht über die Vorgänge auf der Insel – wie ihn Cineasten ausfindig machen (denen er letztendlich die Filmrollen vom verschollenen ersten Teil der Bekenntnisse übergibt), wie er einem ehemaligen Mitglied des McCarthy-Ausschusses über den Weg läuft, über erotische Missverständnisse mit seiner alten Haushälterin. Am Ende befindet er sich „im Einklang mit dem Universum.“

## Themen und Motive
Boyd exemplifiziert in diesem Roman anhand eines künstlerischen Lebenslaufs ein Dreivierteljahrhundert Politik- und Kulturgeschichte der westlichen Welt. Politisch ist es die Zeit zweier Weltkriege, der Weimarer Republik, der deutschen Diktatur und der US-amerikanischen Kommunistenverfolgung. Kulturgeschichtlich handelt es sich im Wesentlichen um die Geschichte des Films vom deutschen Expressionismus über die Einführung des Tonfilms, die Produktionsweise des Hollywood-Studiosystems bis hin zu den Auswirkungen des McCarthyismus auf die amerikanische Filmindustrie.
Als Bildungsroman, also als Geschichte einer Persönlichkeitsentwicklung, ist Die neuen Bekenntnisse ein Buch über den wachsenden Skeptizismus des 20. Jahrhunderts, den Zerfall klassischer Werte und gesellschaftlicher Strukturen, insbesondere der Familie.
Boyd streift darin auch die Entwicklung der Naturwissenschaften hin zu einer skeptischeren Betrachtung der Aufklärung im Sinne einer vollständigen Ergründung und Erklärung der Natur: der Zufall als entscheidendes Movens im Leben des Protagonisten John James Todd gibt seinem Leben immer und immer wieder entscheidende Wendungen, während seine eigentlichen Leistungen – vor allem seine künstlerischen – immer im Hintergrund verschwinden und auf spätere Entdeckung harren. In ähnlichem Sinne wächst in Todd, ausgehend von frühen Berührungen mit der Mathematik, der Relativitätstheorie und später dann der Quantenmechanik und Heisenbergs Unschärferelation, die Einsicht in ein Leben „im Zeitalter der Unbestimmtheit und der Unvollständigkeit“. Schon früh kommt er zu der Einsicht: „Sinn, Ordnung, Struktur, Bedeutung – das sind alles Illusionen“. Jahrzehnte später wird der Skeptizismus nur noch stärker sein: „Ich spürte die ungeheure Gleichgültigkeit des Universums unserem Schicksal gegenüber.“
Wie schon Boyds zweiter Roman Zum Nachtisch Krieg ist Die neuen Bekenntnisse zu großen Teilen auch ein Kriegsroman, die intensivsten Passagen befassen sich mit den Ereignissen um die großen Verteidigungsschlachten des Ersten Weltkrieges aber auch mit der Trägheit und Langeweile der Etappe. In seinem späteren Spielfilm Der Schützengraben (1999) hat Boyd viele Motive aus diesem Roman wiederaufgenommen.
Das Thema des Lebens von Jean Jacques Rousseau durchzieht den gesamten Roman: Rousseau in seiner widersprüchlichen Persönlichkeit, seiner Bindungsunfähigkeit, seiner Genialität als Schriftsteller und Gesellschaftstheoretiker gepaart mit einer neurotischen Persönlichkeitsstruktur entspricht an vielen Stellen der Romanfigur John James Todd.

## Ausgaben
- Englische Originalausgabe: The New Confessions. Hamish Hamilton, London 1987.
- Deutschsprachige Erstausgabe: Die neuen Bekenntnisse. Deutsch von Friedrich Griese. Zsolnay, Wien, Darmstadt 1989, ISBN 3-552-04130-3.
- Taschenbuchausgabe: Die neuen Bekenntnisse. Deutsch von Friedrich Griese. Rowohlt, Reinbek bei Hamburg 1992, ISBN 3-499-12901-9 (rororo 12901).
- Taschenbuchausgabe: Die neuen Bekenntnisse. Deutsch von Friedrich Griese. Bloomsbury, Berlin 2012, ISBN 978-3-8333-0799-7.